# Vasyl Sičko
Vasyl Petrovič Sičko (* 22. prosince 1956, Stekolny, Magadanská oblast - 17. listopadu 1997, Chicago) byl ukrajinský disident, politický vězeň, člen Ukrajinské Helsinské skupiny, po roce 1989 předseda Ukrajinské křesťanskodemokratické strany. Syn Petro Sička a Stefaniye Petraš.

## Život
Vasyl Sičko se narodil na Sibiři, kde jeho rodiče Petro Sičko a Stefaniya Petraš žili v nuceném exilu poté co byli po vykonání trestu propuštění z pracovního tábora. Roku 1957 se mohli vrátit do rodné vesnice Vytvysia na Ukrajině a odtud po roce přesídlili do obce Dolyna. Vasyl zde absolvoval základní i střední školu s vynikajícím prospěchem. Napsal 22 článků do novin, vyhrál soutěž novim "Komsomolskij Prapor" a roku 1974 složil přijímací zkoušky na Fakultu žurnalistiky na Lvovské univerzitě. Nebyl přijat kvůli svým rodičům a následující rok pracoval jako soustružník v Horní Strutyni.
Roku 1975 začal studovat na Fakultě žurnalistiky Kyjevské univerzity a v letech 1976-1977 napsal články Kříže na cestě a Proč jsou sovětští občané zticha. Od ledna 1977 byl na žádost KGB perzekvován učitelkou ruštiny, která mu za používání ukrajinštiny na koleji a špatný přízvuk mluvené ruštiny udělila čtyřku. KGB se tímto způsobem pokoušela vyvinout nátlak na jeho otce Petro Sička, kterého chtěla přinutit ke spolupráci. V červnu 1977 byl na příkaz rektora ze studií vyloučen. Vasyl poslal stížnost Ústřednímu výboru Komunistické strany Sovětského svazu, ale Ministerstvo školství jeho vyloučení potvrdilo pro "akademické provinění". Jeho otec Petro Sičko se vydal do Moskvy, kde v synagoze zanechal několik dokumentů, o kterých o několik dní později vysílalo Radio Svoboda z Mnichova.
V září 1977 se vzdal sovětského občanství i členství v Komsomolu a své dokumenty odevzdal na policii v Kyjevě. Zároveň podal žádost o povolení emigrovat do USA, kde chtěl dokončit své vysokoškolské vzdělání. V lednu 1978 byl zatčen a umístěn v Ivanofrankivské psychiatrické léčebně. Po týdnu byl propuštěn s diagnózou "schizofrenie", protože podle vrchního psychiatra SSSR bylo odmítnutí sovětského občanství považováno za psychiatrickou diagnózu. V únoru 1978 se Vasyl Sičko stal členem Ukrajinské Helsinské skupiny. V lednu 1979 se spolu s otcem zúčastnil soudního jednání s V. Striltsivem a o přestávce vyzýval svědky obžaloby, aby nepodléhali nátlaku KGB. 22. května 1979, v den pohřbu zavražděného básníka V. Ivasjuka, byli oba zadrženi aby se obřadu nemohli zúčastnit.
6. června 1979 byl spolu se svým otcem zatčen a podroben čtyřicetidennímu psychiatrickému zkoumání. Byl shledán příčetným a obviněn ze "záměrně falešných prohlášení, která pomlouvají sovětský politický a sociální systém." 4. prosince 1979 byli oba odsouzeni a Vasyl dostal trest tří let v pracovních táborech se zpřísněným režimem Čerkasy a Luhansk. Mladší bratr Volodymyr, student Matematické fakulty na Kyjevské státní univerzitě, dostal povolení rozloučit se s otcem a bratrem. Byl pod nátlakem KGB, aby donášel na otce a bratra nebo své spolužáky, což kategoricky odmítl. Poté nebyl připuštěn ke zkouškám a v březnu 1980 byl ze studií vyloučen. Vzdal se sovětského občanství a odmítl službu v armádě. V prosinci 1980 byl zatčen a odsouzen na 3 roky vězení v pracovním táboře se zpřísněným režimem. Po propuštění pracoval jako řidič a studia mohl dokončit až roku 1994 po obnovení Ukrajinské suverenity. Volodymyr Sičko se po propuštění z vězení oženil a roku 1996 emigroval do USA.
O osud Petro  a Vasyla Sička se zajímal francouzský prezident a měli naději, že budou moci odcestovat do Francie. Místo toho byl Petro Sičko deset dní před propuštěním znovu obviněn, když dozorci objevili "protisovětské dokumenty", které mu do boty vložil jiný vězeň. Další tři roky strávil v pracovním táboře YZ-17/90 v Chersonu. Vasyl měl být propuštěn, pokud projeví "lítost", což odmítl. Do jeho osobních věcí byly podstrčeny drogy a v lednu 1982 dostal další tříletý trest vězení. Byl propuštěn spolu s otcem roku 1985 a další rok strávil v nemocnici pro onemocnění tuberkulózou. Petro Sičko byl po jeden rok pod policejním dozorem a pracoval jako dělník na pile, Vasyl se živil jako řezbář v továrně na dřevěné kazety a připravoval program nové strany, kterou se chystal založit.
Petro i Vasyl Sičko byli v letech 1987-1988 aktivními členy Ukrajinské Helsinské skupiny a roku 1988 zakládajícími členy Ukrajinské demokratické strany (UDP). Vasyl byl autorem programu UDP a neúspěšně se pokoušel o její registraci nejprve v Moskvě a poté na Ústředním výboru Komunistické strany Ukrajiny. Od roku 1995 byl čestným předsedou strany s právem veta. Využil náboženského obrození na Ukrajině a 1000. výročí přijetí křesťanství, kdy se odehrávaly hladovky a demonstrace požadující legalizaci Ukrajinské řecko-katolické církve. 1. listopadu 1988 založil novou stranu přejmenovanou "Ukrajinská křesťanskodemokratickoá fronta" (UHDP). Během vigilie ke druhému výročí Černobylské havárie roku 1988 přinesli členové UHDP do Lvova poprvé modrožlutou ukrajinskou vlajku. Vasyl byl také u obnovení Ukrajinské skautské organizace "Plast". Roku 1994 kandidoval v parlamentních volbách za Ivanofranivskou oblast.  
Zakládající kongres UHDP se konal 13. ledna 1989 ve Lvově a Vasyl byl jejím prvním předsedou. Petro působil v Hlavní radě UHDP a byl předsedou její organizace v Ivanofrankivské oblasti. Roku 1989 organizoval vzpomínkové akce na paměť Volodymyra Ivasjuka a několik protestních pochodů za životní prostředí. Byl několikrát zatčen a držen 15 dní ve vazbě, kde byl zbit.
Vasyl byl roku 1992 ve Lvově přepaden a omráčen, omámen injekcemi a ponechán na ulici. Roku 1996 byl na cestě vlakem z Kyjeva pravděpodobně otráven a skončil na jednotce intenzivní péče ve Vinitsii. Když se uzdravil a odjel do USA, jeho místo pobytu se pokoušela zjisti kancelář prezidenta Kučmy, který naléhal aby se Vasyl vrátil na Ukrajinu. Vasyl Sičko zemřel za nevyjasněných okolností v Chicagu 17. listopadu 1997 a dům, kde pobýval, byl zapálen. Jeho žena Lesya vychovávala jejich dvě děti (Petro, nar. 1988, Stefa, nar. 1991) s pomocí jejich dědečka Petro Sička. Jeho matka Stefaniya Petraš zemřela roku 1996, otec Petro Sičko 5. července 2010 během návštěvy své dcery Oksany v Rize. Vasyl je pohřben ve Lvově spolu se svým otcem a matkou.
Roku 2006 obdrželi Petro, Vasyl a Stefaniya Řád za odvahu z rukou prezidenta Ukrajiny.

### Články VS v tisku (výběr)
- Christian democracy is the future of Ukraine. // Voskresinnia, magazine of the Ukrainian Democratic Party of Ukraine, 7.12. 1990
- Persecution for the father's refusal to cooperate with the KGB. (Statement of Vasyl Sichko dated September 18, 1977). // Freedom (USA), 7.12.1978
- Renunciation of USSR citizenship is considered schizophrenia. // America (USA), No. 117, 18.8.1979